# 南部联邦大学
南部联邦大学（俄语：Южный федеральный университет），又译南联邦大学，1957年至2006年名为羅斯托夫國立大學，是俄罗斯罗斯托夫州的一所公立大学，在顿河畔罗斯托夫和塔甘罗格建有校区。2006年，俄罗斯联邦政府发布命令，在原罗斯托夫国立大学、塔甘罗格国立无线电技术大学、罗斯托夫国立师范大学和罗斯托夫国立建筑和艺术学院的基础上成立新的南部联邦大学。教职员为4227人，学生人数为44889人。知名校友有苏联异见作家亚历山大·索尔仁尼琴。2021年QS世界大学排名中位列591-600名。